# Veinticinco de Mayo, Buenos Aires
Veinticinco de Mayo är en ort i Argentina. Den ligger i provinsen Buenos Aires, i den östra delen av landet, 190 km sydväst om huvudstaden Buenos Aires. Folkmängden uppgick till cirka 23 000 invånare vid folkräkningen 2010. 